# Daihatsu Hijet

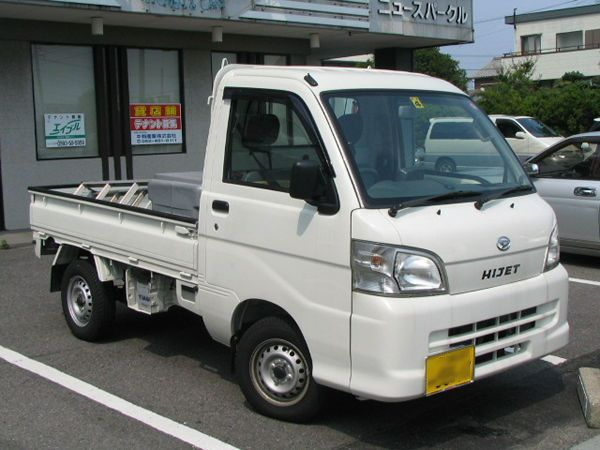
Daihatsu Hijet.

Daihatsu Hijet, är en pickup eller minibuss som liknar Toyota Hiace en aning, men är mycket mindre. Den har smarta utrymmen och är mycket populär som begagnad, särskilt i olika asiatiska länder.